# Аарон (Нарциссов)
Епископ Аарон (в миру Алексей Захарович Нарциссов; 1781, Коломна, Московская губерния — 27 января 1842, Москва) — епископ Православной Российской церкви, епископ Архангельский и Холмогорский.

## Биография
Родился в 1781 году в Коломне в семье городского священника.
Первоначальное образование получил в Коломенском духовном училище.
В 1807 году окончил Московскую Славяно-греко-латинскую академию и был назначен учителем немецкого языка, катехизатором и (по принятии монашества) проповедником в ней. Знал древние и новые языки и переводил с английского и немецкого. Переводы получили одобрение Платона (Левшина) и Филарета (Дроздова).
В отчёте академии Святейшему синоду за 1807 год о деятельности его сказано следующее: «Катехизис и евангелия воскресные публично в недельные дни во весь год толкованы были немецкого языка учителем Нарциссовым, который написал систематический курс оного катехизического учения с приобщением по сличности истолкования воскресных евангелий через целый год, представив оное занятие в Московское академическое правление». Митрополит Платон, прочитав его перевод книги «Зрелище Креста Христова», одобрил эту книгу для печати и написал 30 декабря 1808 года резолюцию: «Содержание благоразумно, перевод чист, делает похвалу трудившемуся, достоин видеть свет, а я о таковых трудолюбцах радуюся».
В 1810 году был пострижен в монашество. Был законоучителем Первого кадетского корпуса в Санкт-Петербурге.
В 1812 году назначен ректором Пензенской семинарии и настоятелем Пензенского Спасского монастыря. Возведён в сан архимандрита.
С 1815 года — архимандрит Нижнеломовского Казанского монастыря.
С 1821 года — ректор Ярославской семинарии и настоятель Толгского монастыря. При нём 28 февраля 1824 года в Толгском монастыре слит большой колокол весом 505 пудов и 32 фунта и надстроен четвёртый кругообразный ярус на колокольню. Был известен как замечательный проповедник.
14 февраля 1826 года — хиротонисан во епископа Архангелогородского и Холмогорского.
Заботами епископа Аарона выстроено несколько каменных зданий архангельского архиерейского дома («двора»).
В 1828 году Святейший синод объявил Аарону выговор за данное им благословение на закладку англиканской церкви в Архангельске, хотя и нашёл его поступок «произошедшим, вероятно, от доброго намерения».
14 сентября 1830 года уволен на покой в московский Донской монастырь, затем в Новоспасский монастырь, где и умер 27 января 1842 года. Погребён 18 января 1842 года (по старому стилю) в Знаменской церкви в Новоспасском монастыре.

## Труды
- Систематический курс катехизического учения с истолкованием воскресных Евангелий. — М., 1807.
- Слово в неделю Православия. — СПб., 1821.
- Слово в день рождения императора Его Величества Государя Императора Александра Павловича. — СПб., 1822.

Переводы с немецкого:
- «Зрелище Креста Христова», состоящее из переводов статей:
- 1. Тица «Умирающий Мессия, совершенный правоучитель».
- 2. Даублера «Утешение мученика, почерпаемое из жизни Иисуса».
- 3. Лактация «Распятый Иисус».
- Два поучительных слова Иерузалема / Пер. с нем. [Аарон Нарциссов]. — М., 1837.
- Руководство к познанию Спасителя мира / Из соч. Иерузалема, изд. посмертно; Пер. с нем. [Аарон Нарциссов]. — М., 1845.

Переводы с английского:
- Бакстер Р. О вечном покое святых / Пер. с англ. [Аарон Нарциссов]. — М., 1841.
- Бакстер Р. Воззвание к новообращённым / Пер. с англ. [Аарон Нарциссов]. — М., 1835.
- Бакстер Р. Пища ежедневная для христиан, или Книга, содержащая в себе обетования, и подкрепления, и утешения, заимствованные из Свящ. Писания на каждый день года / Пер. с англ. [Аарон Нарциссов]. — М., 1831.